# Greg Gibson
Greg Gibson (n. 20 noiembrie 1953, Stafford, Anglia, Regatul Unit) este un luptător ce a reprezentat Statele Unite ale Americii, medaliat olimpic. A participat la o ediție a Jocurilor Olimpice (1984) în care a câștigat o medalie de argint.

## Participări
Lista de mai jos prezintă principalele competiții la care a participat Greg Gibson de-a lungul carierei.
- wrestling at the 1984 Summer Olympics – men's Greco-Roman 100 kg[*]